# Kentron
Kentron (orm. Կենտրոն) – jedna z dwunastu dzielnic Erywania – stolicy Armenii. Według danych na rok 2022 dzielnicę zamieszkiwały 119 841 osoby, a gęstość zaludnienia wyniosła 8976 os./km2.

## Galeria

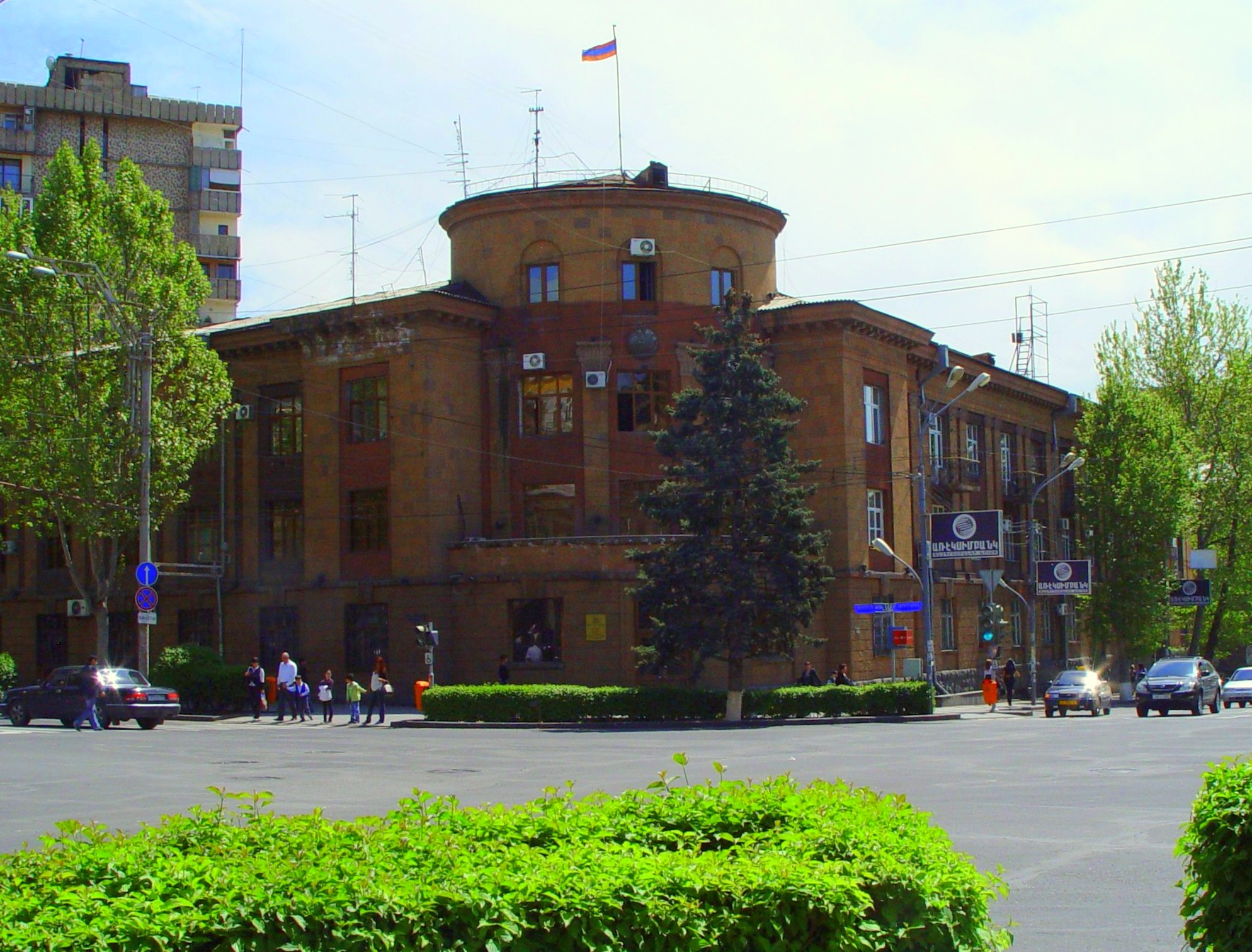
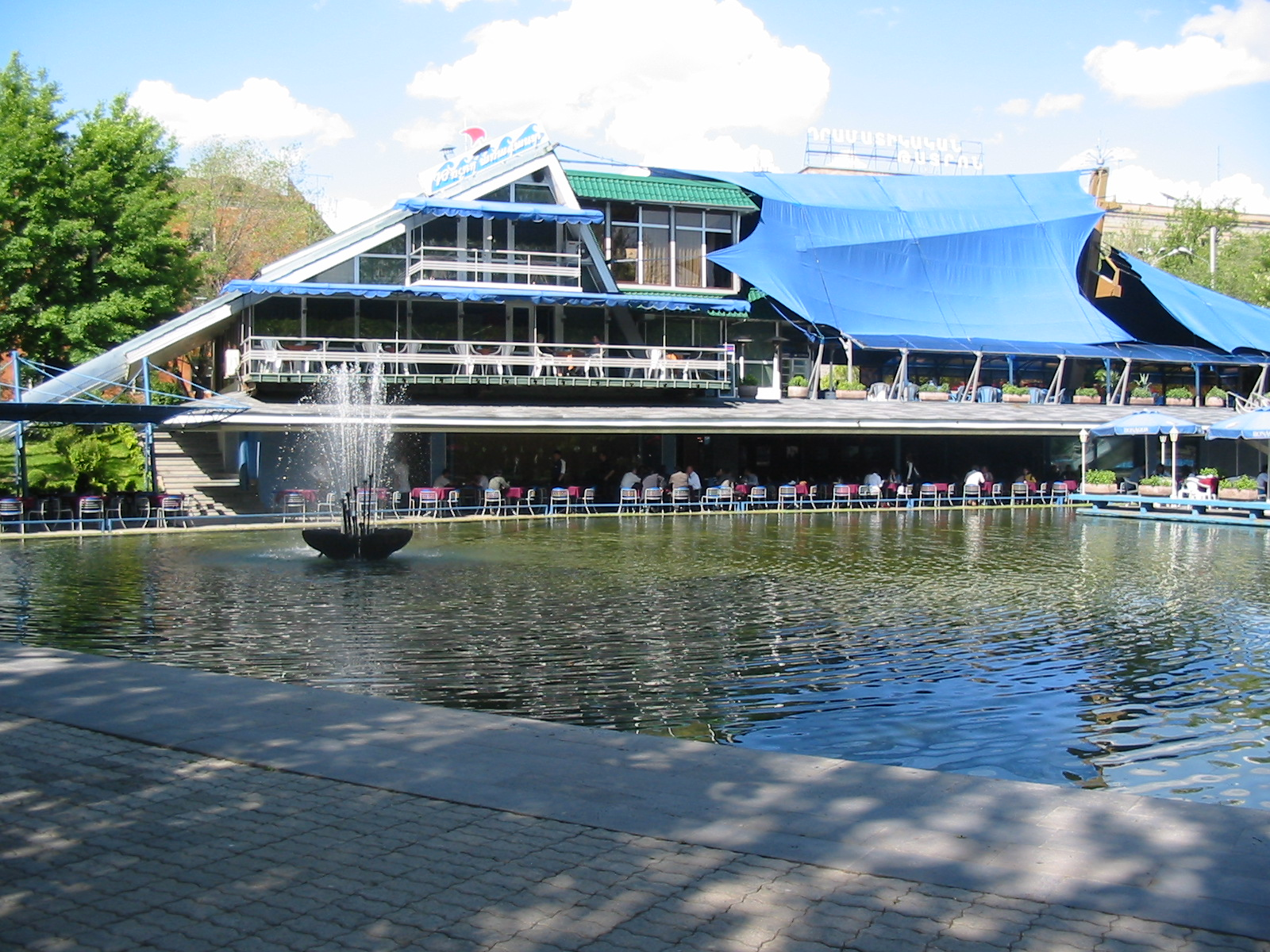
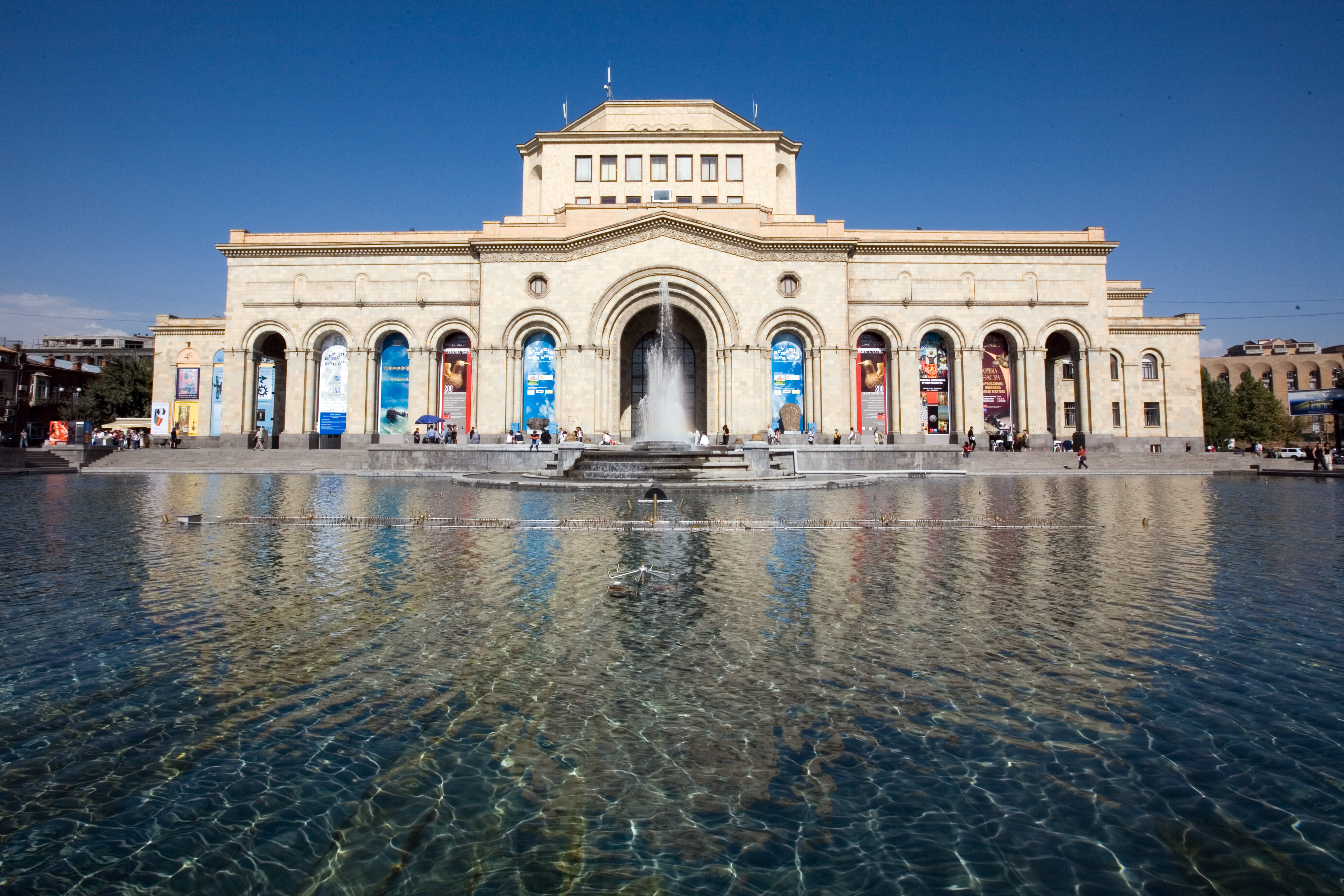
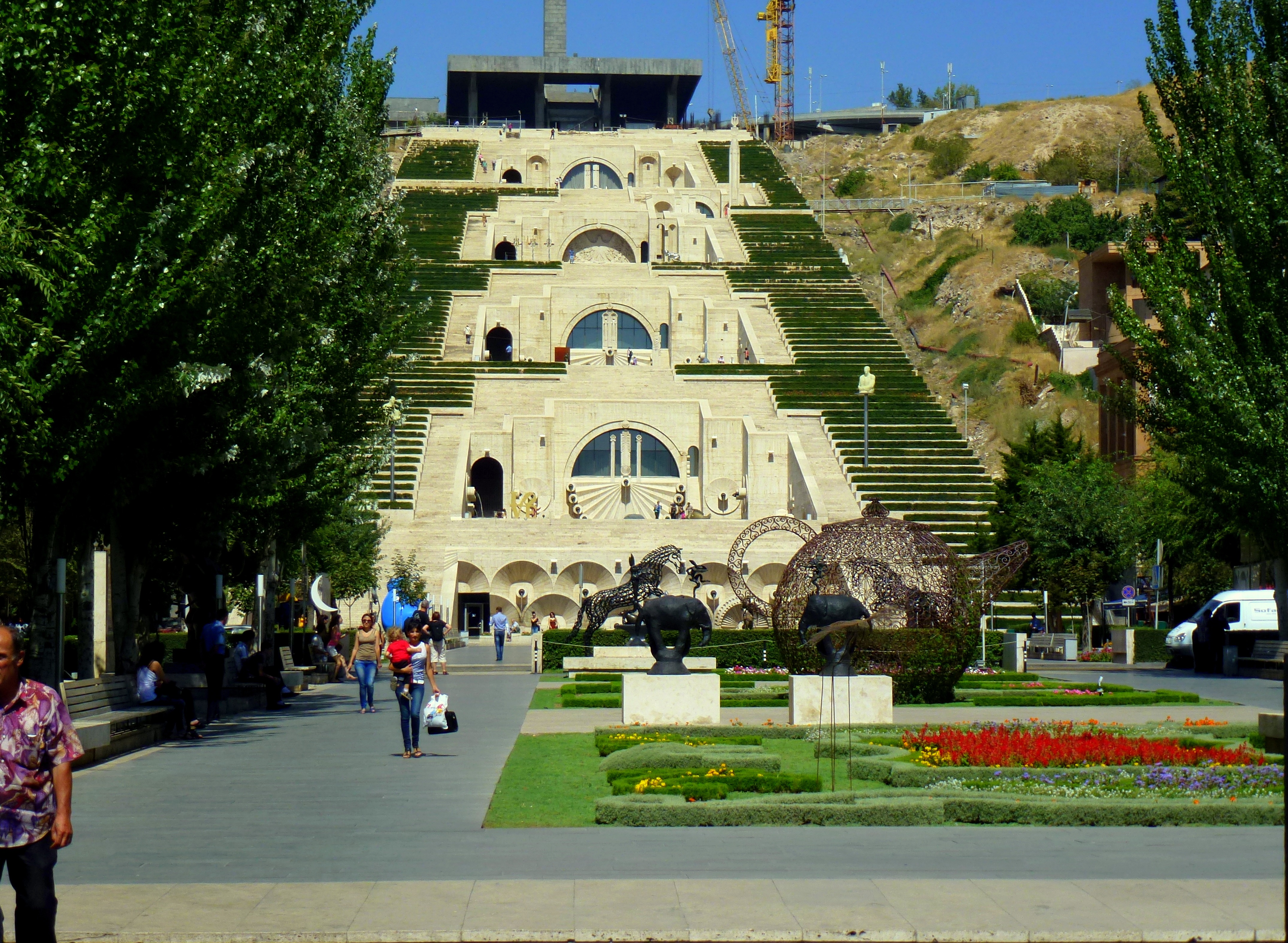